# Journal of Biological Chemistry
Journal of Biological Chemistry (abreviatura oficial: J. Biol. Chem. o JBC)  es una revista científica fundada en 1905 y publicada desde 1925 por la Sociedad Americana de Bioquímica y Biología Molecular (American Society for Biochemistry and Molecular Biology). Publica el resultado de investigaciones en cualquier área de la bioquímica o la biología molecular, tanto en forma impresa y en línea, con periodicidad semanal. La redactora jefe es Martha Fedor, quien está apoyada por un consejo de 28 de redactpres asociados y un comité de redacción compuesto por 693 miembros. Todos los artículos están disponibles de forma gratuita un año después de la publicación. Los artículos de prensa están disponibles gratuitamente en el sitio web de la revista, inmediatamente después de su aceptación.

## Fundación
La revista fue fundada en 1905 por John Jacob Abel y Christian Archibald Herter, quienes también fueron los primeros editores. Enviaron cartas a otros 21 bioquímicos estadounidenses, invitándolos a unirse a la junta editorial fundacional. De este modo, la junta editorial fundacional (que con el tiempo llegó a 22 miembros, además de Abel y Herter), estuvo compuesta por: R. H. Chittenden, Otto Folin, William J. Gies, Reid Hunt, Walter Jones, J. H. Kastle, Waldemar Koch, P. A. Levene, Jacques Loeb, Graham Lusk, A. B. Macallum, J. J. R. Macleod, A. P. Mathews, L. B. Mendel, F. G. Novy, W. R. Orndorff, T. B. Osborne, Franz Pfaff, A. E. Taylor, V. C. Vaughan, A. J. Wakeman, y H. L. Wheeler.
El primer número de la revista apareció en octubre de 1905.

## Editores
- 1906–1909: John Jacob Abel y Christian Archibald Herter
- 1909–1910: Christian Archibald Herter[2]
- 1910–1914: Alfred Newton Richards
- 1914–1925: Donald D. Van Slyke
- 1925–1936: Stanley R. Benedict[3]
- 1937–1958: Rudolph J. Anderson
- 1958–1967: John T. Edsall
- 1968–1971: William Howard Stein[4]
- 1971–2010: Herbert Tabor (Actualmente es coeditor de la revista)
- 2011-present: Martha Fedor
- 2021-presente: Alex Toker